# Creobroter celebensis
Creobroter celebensis är en bönsyrseart som beskrevs av Werner 1931. Creobroter celebensis ingår i släktet Creobroter och familjen Hymenopodidae. Inga underarter finns listade i Catalogue of Life.